# Kycia Knight
Kycia Akira Knight (* 19. Februar 1992 in Barbados) ist eine barbadische Cricketspielerin, die zwischen 2011 und 2022 für das West Indies Women’s Cricket Team spielte.

## Kindheit und Ausbildung
Ihre Zwillingsschwester Kyshona Knight spielt ebenfalls für das Team der West Indies. Beide betrieben in der Schule Fußball und Leichtathletik. Sie vertrat Barbasos bei den Zentralamerika- und Karibikspielen in der Leichtathletik.

## Aktive Karriere
Ihr Debüt in der Nationalmannschaft gab sie bei der Tour gegen Pakistan im Sommer 2011. Im September 2012 konnte sie in einem WTwenty20 gegen Pakistan ihr erstes Half-Century über 50* Runs erreichen. Sie wurde für den Women’s Cricket World Cup 2013 nominiert und ihre beste Leistung waren dort 46 Runs gegen Südafrika. Beim ICC Women’s World Twenty20 2014 konnte sie 43 Runs gegen England erzielen. Im November 2015 konnte sie beim dritten WTwenty20 gegen Pakistan zunächst mit 49 Runs das Unentschieden ermöglichen und dann im Super OIver das Spiel für die West Indies gewinnen. Ein Jahr später erzielte sie ein Fifty über 55 Runs im dritten WODI der Tour in Indien. Bei der Tour gegen Australien zu Beginn der Saison 2019/20 zog sie sich eine Rückenverletzung zu. Daraufhin dauerte es fast zwei Jahre, bis sie im Juni 2021 wieder in das Team zurückkehrte. Im Februar 2022 konnte sie bei der Tour in Südafrika im dritten WODI ein Fifty über 69 Runs und im vierten Spiel noch einmal 48 Runs erreichen. Beim Women’s Cricket World Cup 2022 konnte sie nicht als Schlagfrau überzeugen. Bei den Commonwealth Games 2022 trat sie für Barbados an und konnte dort beim einzigen Sieg der Mannschaft gegen Pakistan ein Fifty über 62* Runs erzielen. Ihren letzten Einsatz für die West Indies hatte sie im Dezember 2022 gegen England. Im Januar 2024 erklärte sie ihren Rücktritt vom internationalen Cricket.